# Лім Джон Сім (важкоатлетка)
Лім Джон Сім  (кор. 림정심, 5 лютого 1993) — північнокорейська важкоатлетка, дворазова олімпійська чемпіонка, медалістка чемпіонату світу.

## Виступи на Олімпіадах
| Олімпіада   | Дисципліна | Місце |
| ----------- | ---------- | ----- |
| Лондон 2012 | 69 кг      | 1     |
| Ріо 2016    | до 75 кг   | 1     |